# Deformação

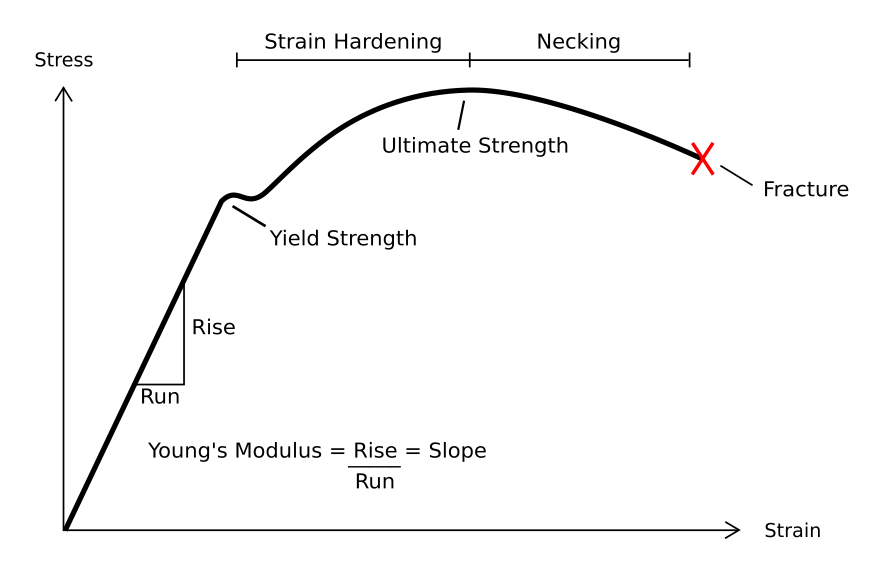
Diagrama com os vários estágios de deformação de um metal dúctil.

Em física e engenharia, a deformação de um corpo contínuo (ou de uma estrutura) é qualquer mudança da configuração geométrica do corpo que leve a uma variação da sua forma ou das suas dimensões após a aplicação de uma ação externa (solicitação),  a exemplo de uma tensão ou variação térmica que altere a forma de um corpo.
As deformações por tensão podem ser classificadas basicamente em três tipos:
- deformação transitória ou elástica
- deformação permanente ou plástica
- ruptura.

Na deformação elástica, o corpo retorna ao seu estado original após cessar o efeito da tensão. Isso acontece quando o corpo é submetido a uma força que não supere a sua tensão de elasticidade (Lei de Hooke)
Na deformação plástica, o corpo não retorna ao seu estado original, permanece deformado permanentemente. Isso acontece quando o corpo é submetido à tensão de plasticidade, que é maior daquela que produz a deformação elástica. Portanto, há a ocorrência ou transição da fase elástica para a fase plástica do corpo que está submetido.
Na deformação por ruptura o corpo rompe-se em duas ou mais partes. A ruptura acontece quando um corpo recebe uma tensão inicialmente maior daquela que produz a deformação plastica; essa tensão tende a diminuir após o início do processo.
A forma de aplicação das tensões varia em relação a reação de apoio ou inércia do corpo; elas podem ocorrer por tração, compressão, cisalhamento, flexão e torção:
Traçãosolicitação que tende a alongar o corpo e ocorre no sentido inverso ao apoio ou inércia resultante do sistema de forças (semelhante aos cabos de aço de um guindaste);
Compressãosolicitação que tende a encurtar o corpo e ocorre no mesmo sentido da reação de apoio ou inércia resultante do sistema de forças (semelhante às colunas de uma construção);
Cisalhamento ou cortesolicitação que tende a cortar o corpo e ocorre com o deslocamento paralelo em sentido oposto de duas seções contíguas (semelhante ao corte de uma tesoura ou guilhotina);
Flexãosolicitação que tende a girar um corpo e ocorre quando a tensão tende a uma rotação angular no eixo geométrico do corpo e tangencial ao apoio ou inércia (semelhante a um trampolim de piscina);
Torçãosolicitação que tende a torcer o corpo; ocorre quando a tensão tende a uma rotação angular sobre o eixo geométrico do corpo e axial ao apoio ou inércia (semelhante ao eixo cardã dos caminhões).